# Алма-Атинская улица (Самара)
А́лма-Ати́нская у́лица — улица в Кировском районе Самары. Улица названа в честь города Алма-Аты, бывшей столицы Казахстана.
Начинается от Олимпийской улицы, пересекает улицы: Дальневосточную, Свободы, Гвардейскую, проспект Металлургов, Республиканскую, Енисейскую, Ставропольскую улицы, пролегает мимо Безымянского кладбища, далее пересекает Черемшанскую улицу, проспект Карла Маркса, улицу Стара-Загора, и заканчивается пересечением с Московским шоссе.

## История
В июле 1954 года открылся Самарский металлургический колледж. Основная застройка жилыми домами по Алма-Атинской была в 1970-х годах. Одним из самых старых зданий является дом № 29 корпус 40, которое называется Фабрика-кухня 1959 года постройки.

## Здания и сооружения
Улица Алма-Атинская знаменита своим большим количеством ресторанов, гостиниц и заправок по участку от Стара-Загоры до Московского шоссе. Также по Алма-Атинской находится множество корпусов разнообразных производственных и торговых компаний. Ниже только самые значимые из них:
- № 1 — Самарский металлургический колледж
- № 29к41 — Самарская таможня
- № 72 — Самара-Лада (автоцентр)

## Достопримечательности
- Памятник Владимиру Ильичу Ленину
- Памятная плита в честь 35-летия Победы в сквере у проходной Самарского металлургического завода
- Поклонный крест на территории Спасо-Богородского храма
- Безымянское кладбище
- Стадион «Металлург»

## Транспорт
- Автобусные маршруты: 9, 12, 21, 23, 34;
- маршрутные такси: 89, 368, 397;
- трамвайные маршруты: 8, 9;
- троллейбусные маршруты: 17, 18[5][6].

## Почтовые индексы
- 443051
- 443098
- 443106[7]